# Eneodes viridulus
Eneodes viridulus là một loài bọ cánh cứng trong họ Cerambycidae.